# برور (دهانه)

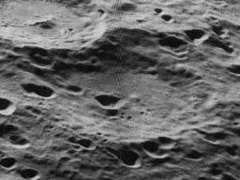
برور.

برور یک دهانه برخوردی در ماه است.

## دهانه‌های اقماری
این دهانه ۳ دهانه اقماری دارد.
| Brouwer | عرض جغرافیایی | طول جغرافیایی | قطر          |
| ------- | ------------- | ------------- | ------------ |
| H       | ۳۵٫۹° S       | ۱۲۴٫۴° W      | ۱۹٫۰ کیلومتر |
| C       | ۳۳٫۴° S       | ۱۲۲٫۱° W      | ۲۶٫۰ کیلومتر |
| P       | ۳۸٫۶° S       | ۱۲۶٫۵° W      | ۲۹٫۰ کیلومتر |